# Anatolij Barhyłewycz
Anatolij Władysławowycz Barhyłewycz (ukr. Анатолій Владиславович Баргилевич, ur. 8 kwietnia 1969 w Omelaniwce) – ukraiński wojskowy, generał porucznik, szef Sztabu Generalnego Sił Zbrojnych Ukrainy (2024–2025), wcześniej dowódca Sił Obrony Terytorialnej (2023–2024).

## Życiorys
Pochodzi z obwodu żytomierskiego. Karierę wojskową rozpoczął jeszcze za istnienia Związku Radzieckiego, tak więc szkołę oficerską ukończył w Taszkencie, po czym zdecydował się kontynuować służbę w siłach zbrojnych odrodzonej Ukrainy.
Brał udział w wojnie w Donbasie pełniąc w latach 2014–2015 różne stanowiska sztabowe, później mianowano go zastępcą dowódcy Wojsk Lądowych Ołeksandra Syrskiego (za którego bliskiego współpracownika był uważany) odpowiedzialnym za sformowanie ukraińskiej obrony terytorialnej (2020–2022).
W 2022 roku, w obliczu pełnoskalowej rosyjskiej inwazji został szefem sztabu operacyjno-strategicznego zgrupowania wojsk „Chortyca”, a w listopadzie 2023 roku mianowano go dowódcą Sił Obrony Terytorialnej. Po odwołaniu Naczelnego Dowódcy Wałerija Załużnego w 2024 roku doszło do wymiany części dowództwa ukraińskiego, w ramach niego Barhyłewycz zastąpił Serhija Szaptałę jako szef Sztabu Generalnego Sił Zbrojnych Ukrainy.
16 maja 2025 roku na wniosek ministra obrony Rustema Umierowa prezydent Ukrainy Wołodymyr Zełenski zastąpił Barhyłewycza Andrijem Hnatowem, po czym mianował go na stanowiska Inspektora Generalnego Ministerstwa Obrony Ukrainy, zmianę tę argumentowano „kontynuacją reform armii”.